# Gregorio Allegri
Gregorio Allegri (Rome, 1582 – aldaar, 17 februari 1652) was een Romein, priester en componist van kerkmuziek uit de barok.
Allegri was leerling van de gebroeders Giovanni Bernardino en Giovanni Maria Nanino te Rome, en hij schreef in de stijl van zijn leraren en hun voorganger, Giovanni Pierluigi da Palestrina. Hij componeerde magnificats, motetten en andere kerkmuziek. Volgens sommige bronnen zou Allegri een castraat zijn geweest, en zou zijn Miserere voornamelijk voor castraten geschreven zijn. Maar hij werd aangewend als tenor, dus kan hij geen castraat geweest zijn. Op afbeeldingen staat hij meestal ook met een baard, en indien hij castraat was geweest, zou hij nooit een baard hebben kunnen krijgen.

## Miserere
Zijn bekendste werk en een van de bekendste stukken uit de late Renaissance is het Miserere (Psalm 51), dat hij in 1638 componeerde. Het stuk is geschreven voor twee koren, het ene vier- en het ander vijfstemmig. Dit stuk wordt nog jaarlijks op Goede Vrijdag in de Sixtijnse Kapel uitgevoerd. Paus Urbanus VIII was er zo op gesteld, dat hij bepaalde dat het werk niet buiten het Vaticaan mocht worden uitgevoerd, op straffe van excommunicatie. Toch werden er afschriften gemaakt. Zo kon Wolfgang Amadeus Mozart op zijn 14e jaar tijdens zijn eerste reis door Italië dit stuk kopiëren door het op één auditie uit het hoofd te leren en op te schrijven.
- Bibsys: 1075317
- Biblioteca Nacional de España: XX1504548
- Bibliothèque nationale de France: cb13890680z (data)
- CiNii: DA08054014
- Gemeinsame Normdatei: 116286857
- International Standard Name Identifier: 0000 0001 2126 1574
- Library of Congress Control Number: n83189069
- Nationale Bibliotheek van Letland: 000118376
- MusicBrainz: 720f3f3f-49a2-47ae-a9ba-0d150ba4ee7a
- Bibliotheek van het Japanse parlement: 01040707
- Nationale Bibliotheek van Tsjechië: jx20101018001
- Nationale bibliotheek van Australië: 35676753
- Nationale Bibliotheek van Israël: 987007449674305171
- Nationale Bibliotheek van Polen: a0000002224290
- Nederlandse Thesaurus van Auteursnamen: 072673079
- Istituto Centrale per il Catalogo Unico: LO1V152169
- SNAC: w6kk9jm2
- Système universitaire de documentation: 083049053
- Trove: 1037978
- Virtual International Authority File: 29717127
- WorldCat: E39PBJmhMkJGdFyY9tbC4pbrv3